# Riparian Plaza
Il Riparian Plaza è un grattacielo di Brisbane in Australia.

## Storia
I lavori di costruzione dell'edificio, iniziati nel 2002, vennero portati a termine nel 2005. Venne progettato dall'architetto Harry Seidler, costituendo l'ultimo progetto dell'architetto prima della sua scomparsa. All'epoca della sua inaugurazione era l'edificio più alto di Brisbane, fino a quando venne superato in altezza dall'Aurora nel 2006.

## Descrizione
L'edificio sorge nel CBD di Sydney e presenta un'altezza di 200 metri (250 se si considera l'antenna) per 53 piani.

## Galleria d'immagini

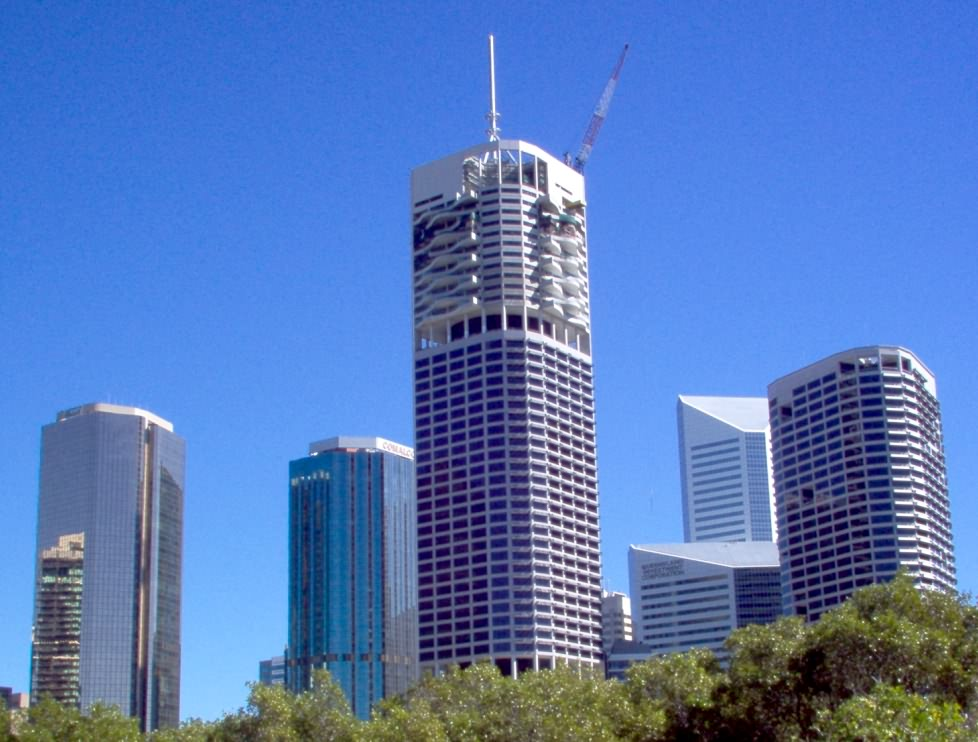
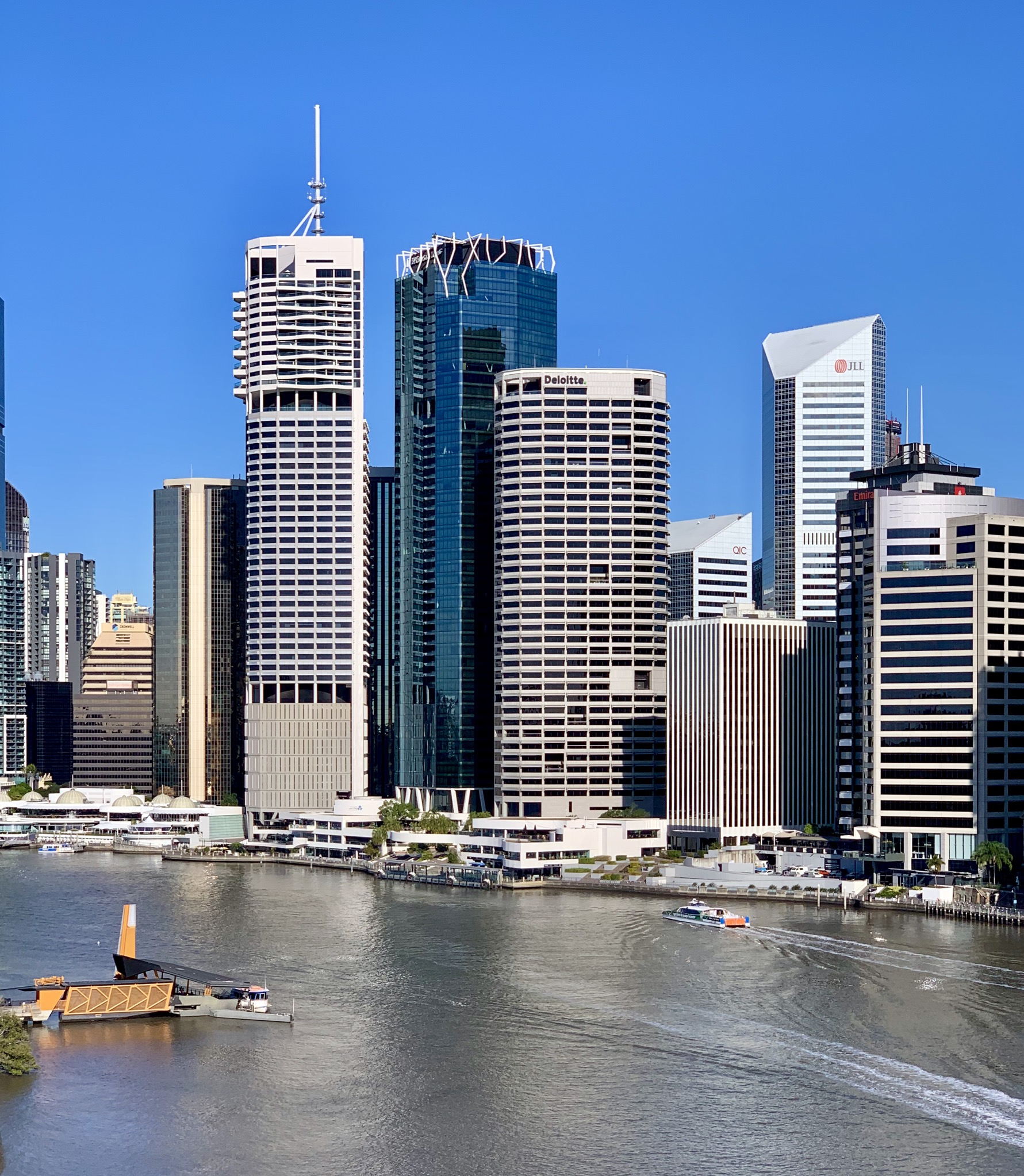
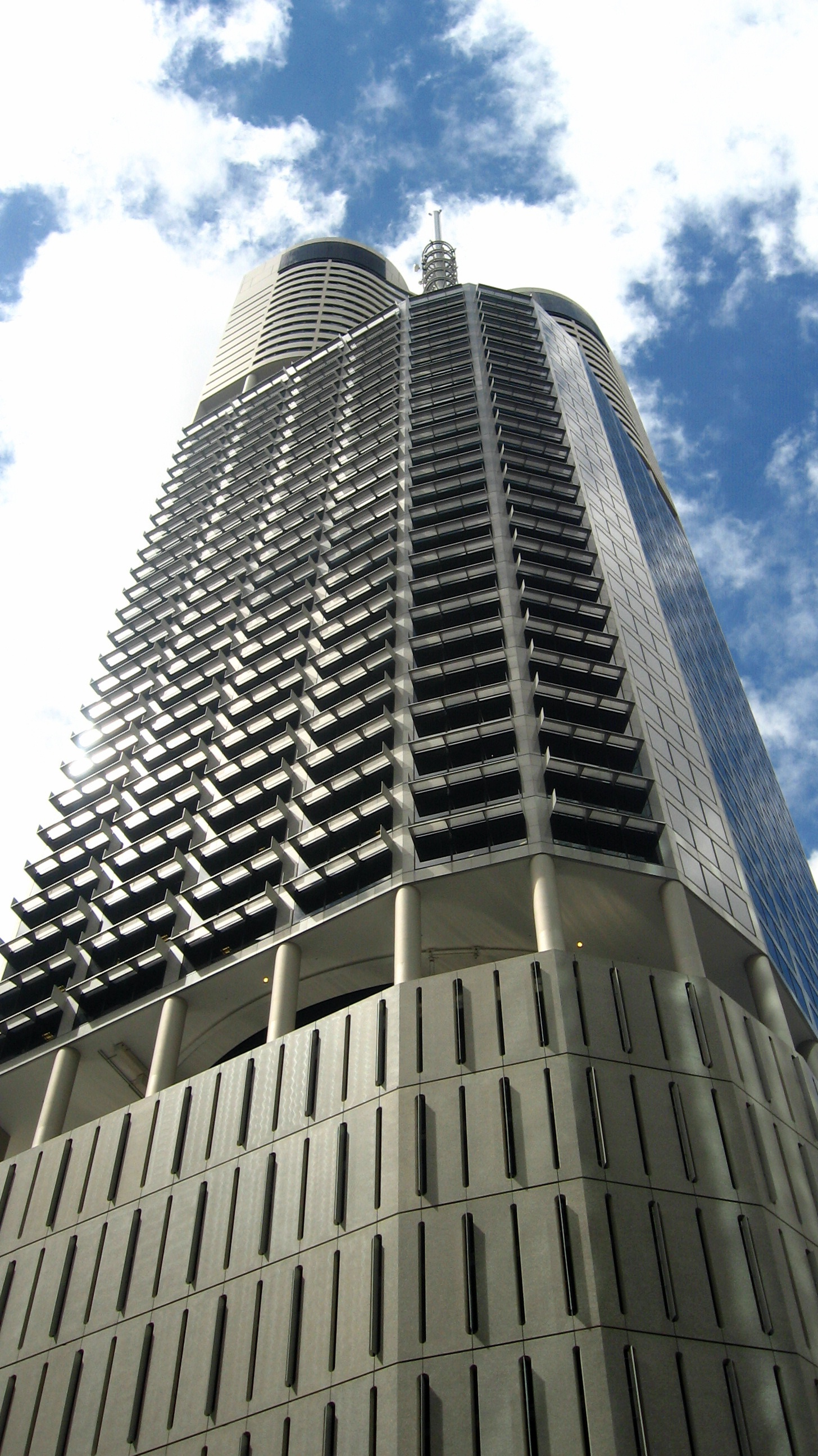